# 邦雅曼·勒孔特
邦雅曼·帕斯卡尔·勒孔特（法語：Benjamin Pascal Lecomte；1991年4月26日—），法國足球運動員，現效力英超球會富咸，司職守門員。

## 俱樂部生涯
1991年4月26日出生的勒孔特，很早就加入了洛里昂青訓，他在2011年入選過法國U20國家隊。在2013年租借法乙聯賽球隊迪安發揮出色之後，在2014年回到洛里昂之後成為了主力位置。
勒孔特從2014年開始他就是洛里昂的主力，之後更是成為了球隊的隊長，在2017年球隊降級之後，他也選擇離開洛里昂轉投蒙彼利埃。
勒孔特在蒙彼利埃這兩個賽季的出色發揮，他也得到了法國國家足球隊主帥迪迪埃·德尚的徵召，在2018年世界杯之後首次入選國家隊，並且得到了西甲豪門巴塞隆納的關注。
2019年7月15日，法甲球隊摩納哥官方宣佈，勒孔特正式加盟球隊，合同為期五年，至2024年6月。
2023年1月26日，勒孔特重回蒙彼利埃。

## 外部連結
- 本杰明·勒孔特于洛里昂官网中的档案